# Mala Remeta
Mala Remeta (cyr. Мала Ремета) – wieś w Serbii, w Wojwodinie, w okręgu sremskim, w gminie Irig. W 2011 roku liczyła 130 mieszkańców.